# Оджиен Тринлей Дордже
Оджиен Тринлей Дордже (тиб.: ཨོ་རྒྱན་འཕྲིན་ལས་རྡོ་རྗེ, роден на 26 юни 1985), пише се и Ургиен Тринлей Дордже (уайли: Оргиен Тринлей Дордже или Угиен Тринлей Дордже), който е претендент на титлата за 17-ия Кармапа.
Кармапа е глава на школата Карма Кагю, която е една от четирите основни школи на Тибетския будизъм. Огиен Тринлей Дордже и Тайе Дордже са твърдите настойници на тази длъжност и титла.

## Биография
Роден в малкото градче Латок, окръг Чамдо, Тибетски автономен район при родители номади, Оджиен Тринле Дордже още в детството споделяйки с членовете на семейството си идентифицира себе си като Кармапа. Известен като Апо Гага, той е на седем години, преди той да бъде признат от търсещата го група, начело с Тай Ситупа, който следвал инструкциите, оставени от предишния Кармапа в пророческо писмо и скрити в медальона поверени на Тай Ситупа. Оджиен Тринле Дордже е настанен в манастира Цурпу, който е традиционната резиденция на Кармапа в Тибет. С официалното одобрение на Централното народно правителство, който го обявява за „жив Буда“ като за първи път комунистическа китайското правителство признава тулку. Критиците на това тайно споразумение го наричат „лош прецедент“ за 11-ия Панчен Лама и следващия Далай Лама и призовават Тай Ситупа да изнесе тайно Оджиен Тринле от Тибет. Тай Ститупа се противопоставя, настоявайки, че не е необходимо да се „легализира“ длъжността на момчето в Тибет и така Оджиен Тринле Дордже прекарва още седем години в манастира Цурпу.
На 14-годишна възраст, той бяга в Индия през Непал,  пристига тибетските квартали в изгнание на Маклауд Гандж на 5 януари 2000 г. Оджиен Тринле Дордже е чувствал, че той не е могъл да получи в Китай специализираната инструкция от която се нуждаел, за да завърши обучението си и да реализират пълния си духовен потенциал. Китайското правителство е смутено от бягство, но го критикуват безпощадно, както правят с Далай Лама". Въпреки липсата на доказателства, някои смятат, че той е китайски шпионин. Кармапа Оджиен Дордже сега живее в манастира Гюто в Сидхбари, близо до Дарамсала.
От 15 май до 2 юни 2008 г., той направи първото си пътуване на Запад, посещавайки няколко града в Съединените щати (по-специално Ню Йорк Сити, Боулдър, Колорадо и Сиатъл, Вашингтон) и е официално ръкоположен в манастира на Северно-американската резиденция на Кармапите в Карма Дхармачакра Трияна, в Удсток, Ню Йорк. Из цялата страна, той дава множество учения за състраданието и околната среда, дава писменото предаване на нова форма на Нгондро и дава няколко посвещения, включително Авалокитешвара и Гуру Ринпоче. Той също говори красноречиво за специфичните предизвикателства на забързаното темпо на съвременното общество и добродетелите на интернет като средство за изучаване и практиктикуване на Будадарма.
През юли 2008 г. той е поискал разрешение да посети манастира в Лахул и Спити (Химачал Прадеш) и в Ладак (Джаму и Кашмир). Индийското правителство първоначално отказва да позволи на тези посещения без да се посочи причина за това. Спекулираше се, че причината затова може да е, че тези области са близки до китайската граница и заради наближаването на Олимпийските игри в Пекин, въпреки че станало ясно, че той не насърчава независимостта на Тибет и че няма политическа позиция по отношение на Китай. Индия в крайна сметка разрешава неговата обиколка, която започна в Ладак, включвайки Лахул и Спити и известния манастир Табо. 
Заявки, за посещение на Кармапа в САЩ и Европа през 2010 г. са били отхвърлени от индийското правителство.
На 9 юли 2011 г., Дордже пристигна отново в САЩ за своята втора визита. Той участва от 09 – 17 юли в Калачакра посвещение, връчено от Н. С. XIV Далай Лама във Вашингтон, окръг Колумбия, след това пътува с влак до резиденцията си в Карма Дхармачакра Трияна и посещава и двата негови центъра в Ню Джърси и Колежа Хънтър в Ню Йорк Сити, връща се в Индия на 4 август. По време на посещението си, той преподава обширно за състраданието, дава Убежище и връчва посвещения на двете четири-ръката и хилядо-ръката форма на Авалокитешвара. Той също така дава интервю на Лори Гудщайн, за Ню Йорк Таймс, което бе публикувано на 28 юли 2011.

## Вегетарианство
На 3 януари 2007 г., Оджиен Тринле Дордже нарежда чисто вегетарианска диета във всички негови манастири, метоси и центрове и строго призовава вегетарианството сред учениците си, като казва, че като цяло по негово мнение, това е много важно в Махаяна да не се яде месо и че, дори и във Ваджраяна е за предпочитане за ученици и практикуващи да не се яде месо.

## Природозащитник
На Деня на Земята, 22 април 2009 г., Оджиен Тринле Дордже дава 108 инструкции за опазване на околната среда.
На втората конференция за опазване на околната среда (3 – 8 октомври 2009 в манастир Гюто), той заявява, че „(прекалено дълго време, хората са се държали безразсъдно и са игнорирани щетите в околната среда, които те създават и ако това продължи съществува голяма опасност, че ще стане твърде късно да се направи нещо.“
На 24 октомври 2009 г. Оджиен Тринле Дордже подкрепи Международния ден за действие в областта на климата състоял се в Маклауд Гандж в северната част на Индия.